# Bohuňovice (okres Svitavy)
Obec Bohuňovice (německy Bohuniowitz) se nachází v okrese Svitavy v Pardubickém kraji. Leží 22 km severozápadně od Svitav a 6 km severozápadně od Litomyšle. Žije zde 111 obyvatel. Od 19. století do roku 1921 nesla obec jméno Bohňovice.

## Historie
První písemná zmínka o obci pochází z roku 1167.

## Obecní správa
V letech 1869–1965 k obci patřil Řídký.

## Galerie

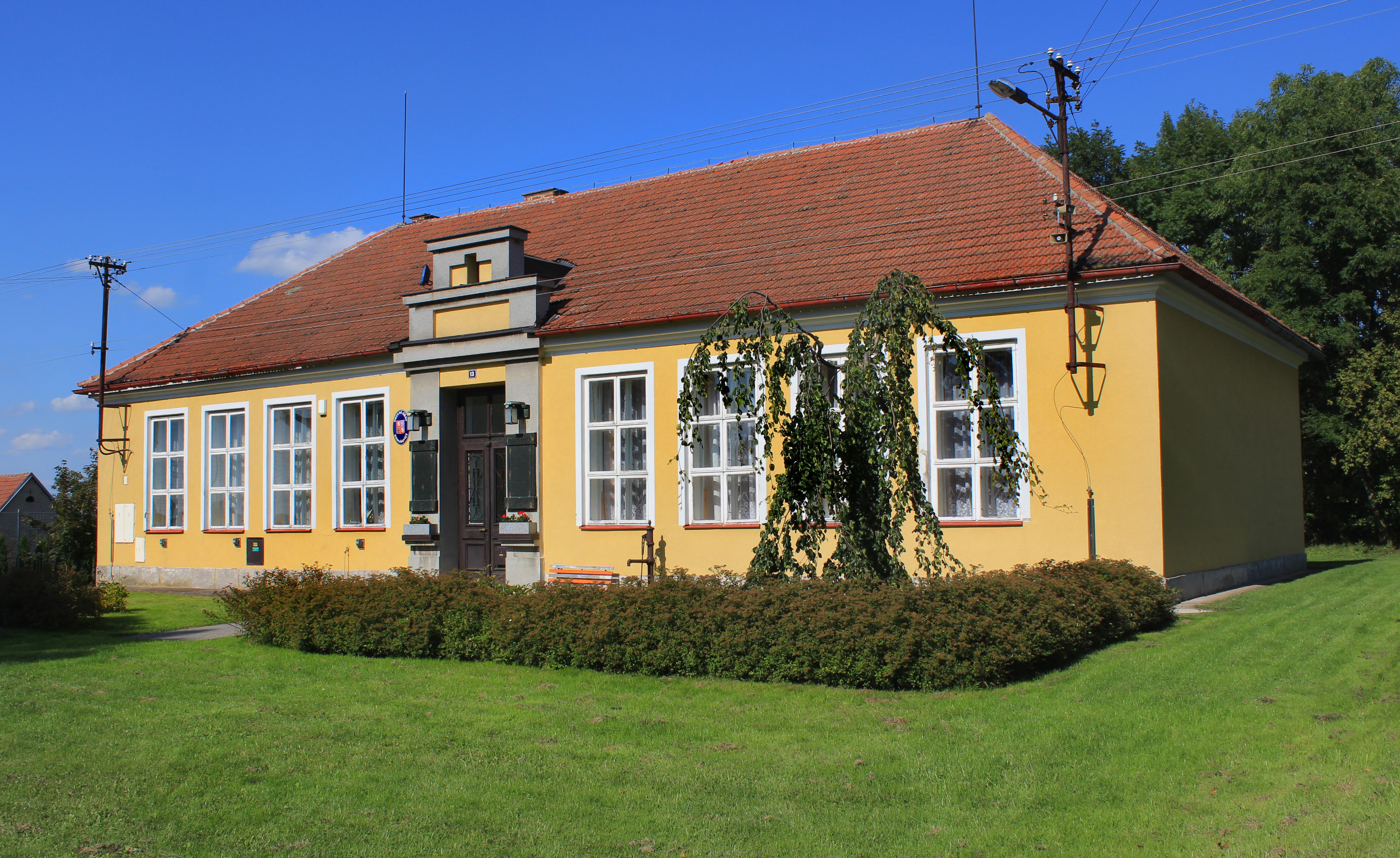
Obecní úřad
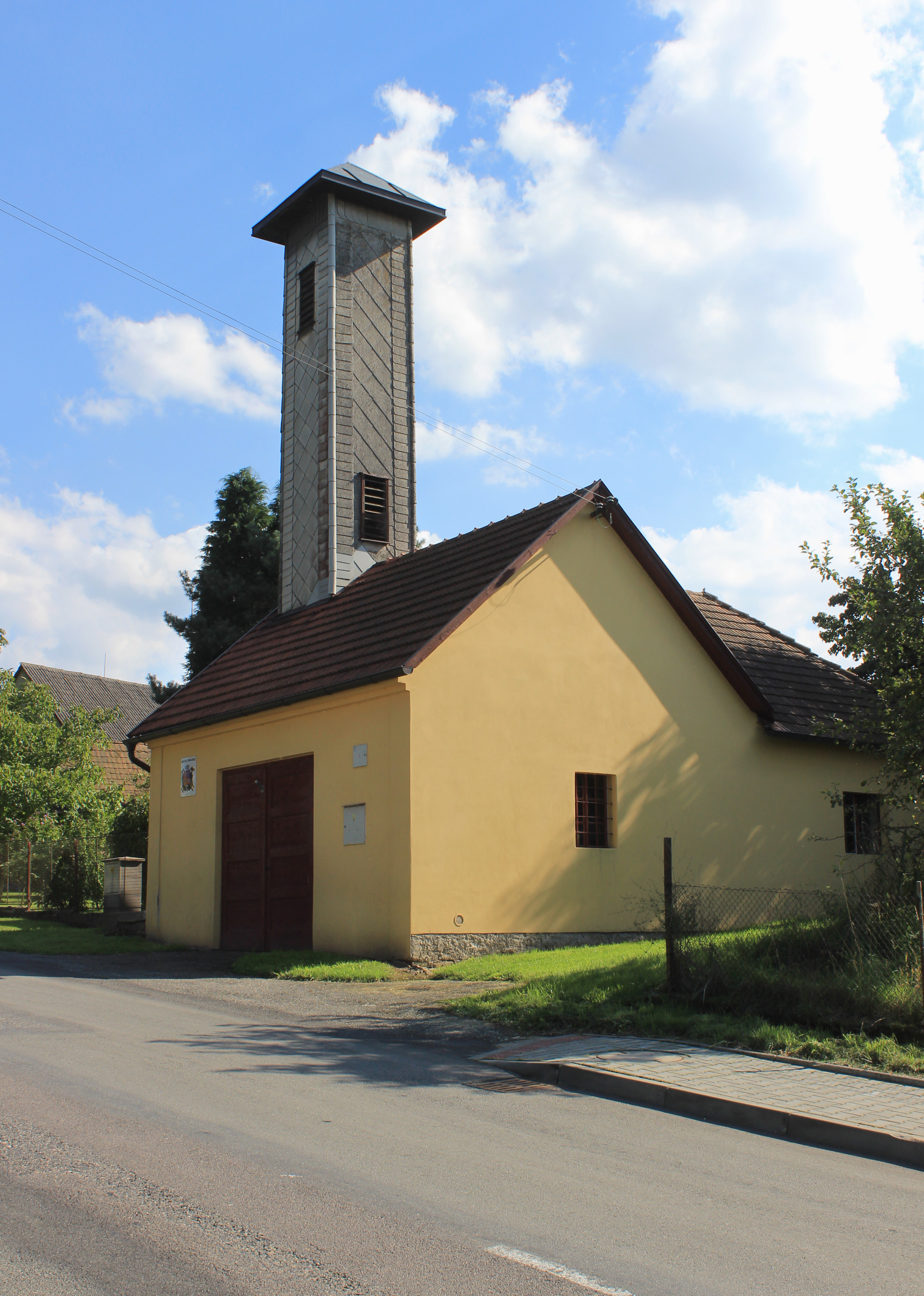
Hasičská zbrojnice
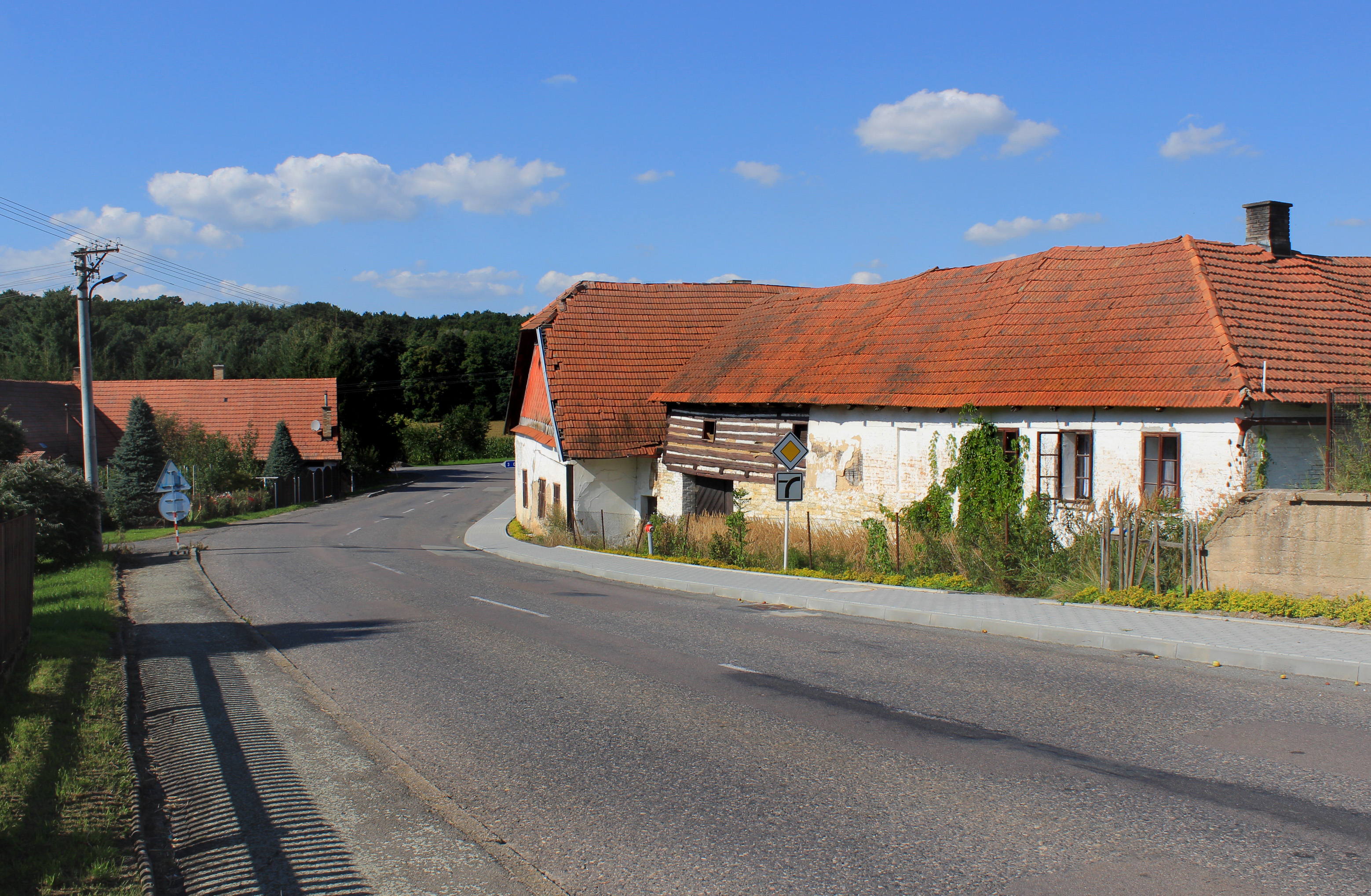
Silnice č. 317 v obci